# Tyrrell 002
Der Tyrrell 002 ist ein Rennwagen des ehemaligen britischen Formel-1-Teams Tyrrell. Zusammen mit dem weitgehend baugleichen Tyrrell 003 und dem später entstandenen Tyrrell 004 bildete er eine Modellfamilie, die 1971 auf den im Vorjahr vorgestellten Prototyp Tyrrell 001 folgte. Die Familie 002/003/004 begründete den Ruf Tyrrells als einer der führenden Rennwagenkonstrukteure ihrer Zeit. Der 002, der 003 und der 004 waren jeweils Einzelstücke. Der 002 wurde von François Cevert gefahren. Im Schwestermodell 003 gewann Ceverts Teamkollege Jackie Stewart 1971 die Fahrerweltmeisterschaft; in diesem Jahr wurde Tyrrell erstmals Konstrukteursmeister.

## Die Modellfamilie 002/003/004
Tyrrell bezeichnete seine Rennwagen regelmäßig mit einem fortlaufenden dreistelligen Zahlencode. Bis zum 005 knüpfte die Bezeichnung nicht an eine Baureihe, sondern an einzelne Fahrgestelle an. Der 002, der 003 und der 004 waren deshalb jeweils Einzelstücke. In technischer Hinsicht waren sie allerdings nahezu identisch.

## Entstehungsgeschichte
Die Tyrrell Racing Organisation war seit den 1950er-Jahren in der Formel Junior, der Formel 3 und der Formel 2 angetreten. Nachdem Teamgründer Ken Tyrrell in den 1960er-Jahren zeitweise die Formel-2- und Formel-1-Werksteams von Cooper geleitet hatte, brachte er seinen eigenen Rennstall 1968 in die Formel 1. In den ersten beiden Jahren war Tyrrell ein reines Kundenteam, das Chassis von Matra mit Motoren von Cosworth kombinierte. Als Matra für die Saison 1970 die weitere Chassislieferung an Tyrrell von dem Einsatz französischer Motoren abhängig machte, beendete Ken Tyrrell die Beziehung zu Matra. Da keine anderen konkurrenzfähigen Kundenchassis verfügbar waren, entschied er sich für die Konstruktion eigener Rennwagen. Nach einer kurzen Übergangszeit mit Chassis von March war der erste Prototyp, der Tyrrell 001, im August 1970 einsatzbereit. Das von Derek Gardner unter großer Geheimhaltung konstruierte Auto war schnell, hatte aber zahlreiche Kinderkrankheiten, zu denen mangelhafte Öl- und Treibstoffversorgung, aber auch Zuverlässigkeitsprobleme im mechanischen Bereich gehörten. Der 001 ging 1970 und 1971 bei fünf Weltmeisterschaftsläufen an den Start, kam aber nur einmal ins Ziel: Beim Auftaktrennen der Saison 1971 in Südafrika wurde Stewart Zweiter. Hinzu kamen einzige Zieleinläufe bei Formel-1-Rennen, die keinen Weltmeisterschaftsstatus hatten.
Auf der Grundlage des 001 konstruierte Gardner die Modellfamilie 002/003/004. Sie waren weiterentwickelte und verbesserte Versionen des 001, dem sie im Kern noch sehr ähnelten.

## Konstruktion
Der Tyrrell 002 hatte ein Aluminiummonocoque, das aus stärkeren Aluminiumblechen geformt war als beim Vorgänger. Das Monocoque war 10 cm länger war als das des 001 und bot mehr Ellenbogenfreiheit. Der Überrollbügel hinter dem Fahrer war verstärkt worden. Zudem hatte Gardner die Vorderradaufhängung überarbeitet. Statt zweiteiliger Dreieckslenker wurde nun eine einteilige Konstruktion verwendet. Die Bremsanlage wurde im Laufe der Saison 1971 überarbeitet; bei einigen Rennen gab es doppelte Scheibenbremsen von Girling. Bei einigen Rennen experimentierte Tyrrell schließlich mit Kühlern, die in die Heckflügel eingebaut waren. Üblicherweise blieb es aber bei den Frontkühlern, die sich in der Fahrzeugnase befanden. Als Antrieb verwendete Tyrrell weiterhin den etablierten Cosworth-DFV-Motor mit 3,0 Liter Hubraum; die Kraftübertragung übernahm ein Fünfganggetriebe von Hewland (FG40). Tyrrell gehörte allerdings zu Cosworths bevorzugten Kunden. Während die meisten DFV-Motoren etwa 435 PS leisteten, standen den Tyrrell-Fahrern speziell überarbeitete Versionen zur Verfügung, die 10 bis 15 PS mehr abgaben.
Die Karosserie entsprach anfänglich weitgehend der des 001. Im Laufe des Jahres 1971 änderten sich allerdings einige Anbauteile. Zum Großen Preis der Niederlande führte Gardner eine Lufthutze aus Kunststoff ein, die über dem Motor installiert war. Sie war zumeist schwarz lackiert; bei einigen Rennen erhielt sie aber auch eine blaue Lackierung. In Großbritannien erhielt der 002 einen neuen Frontspoiler, der sich über die gesamte Fahrzeugbreite erstreckte und die Luft über die Vorderräder leiten sollte.

## Renneinsätze

### 1971

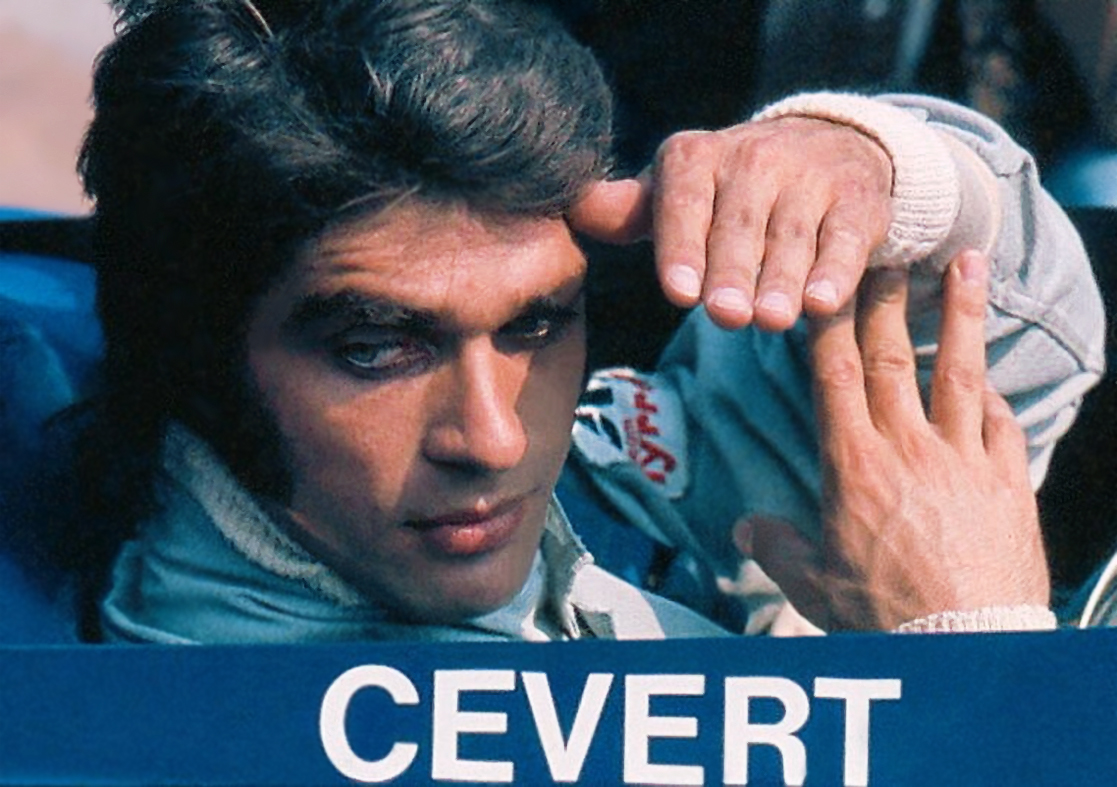
Stammfahrer des 002: François Cevert

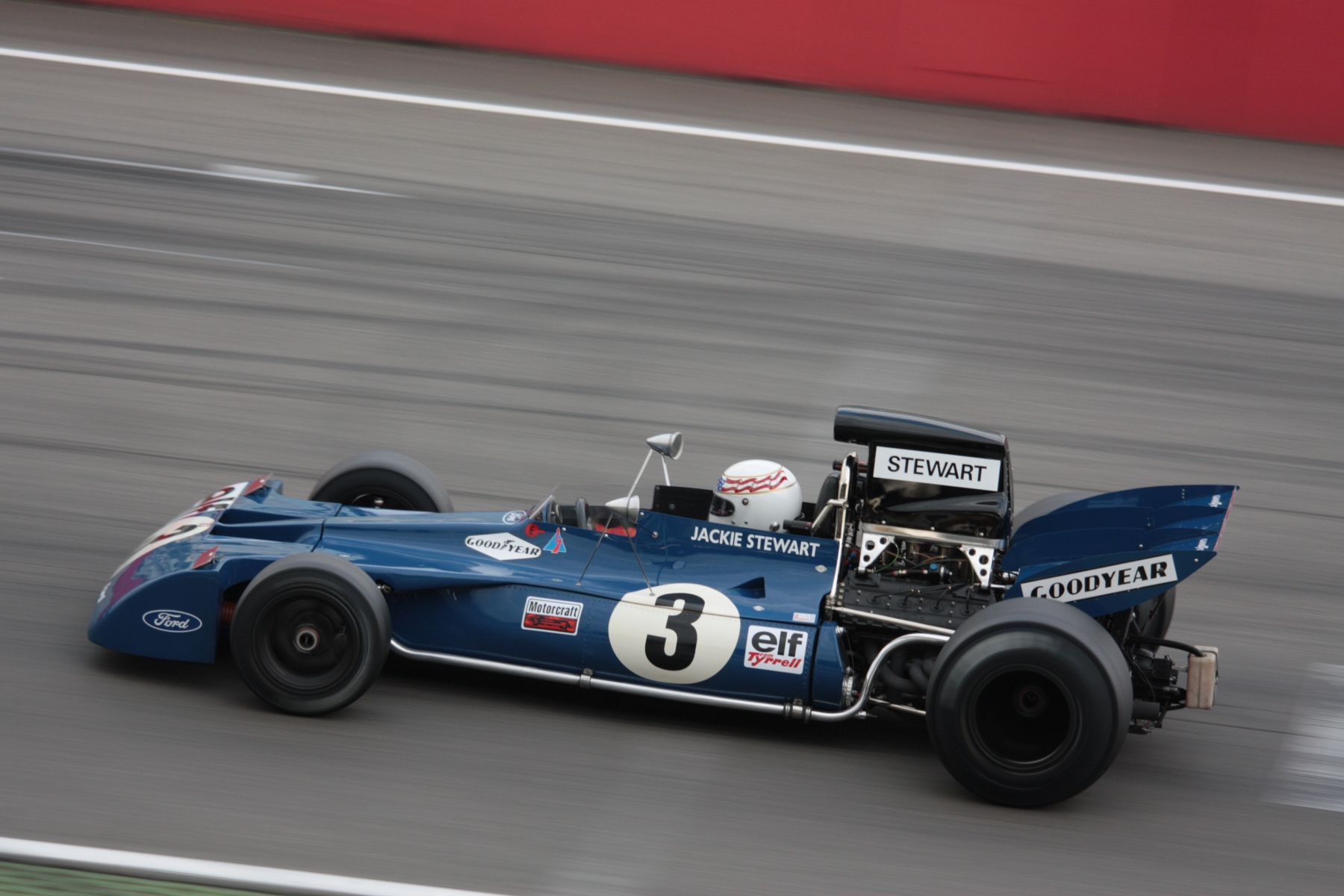
Tyrrell 002 (mit nicht originalgetreuer Jackie-Stewart-Beschriftung)

Der 002 war das erste Fahrzeug der neuen Modellfamilie, das Tyrrell fertigstellte. Es ging an François Cevert, der das Auto bereits beim Saisonauftakt 1971 in Südafrika einsetzte, als Jackie Stewart noch mit dem 001 antrat. Cevert bestritt alle elf Weltmeisterschaftsläufe der Saison 1971 im 002. In den ersten vier Rennen des Jahres fiel Cevert dreimal aus, danach festigten sich seine Leistungen. Nach einem dritten und zwei zweiten Plätzen in Italien, Frankreich und Deutschland erreichte er beim Großen Preis der USA in Watkins Glen den bisherigen Höhepunkt seiner Formel-1-Karriere. Mit einem Rückstand von einer halben Sekunde auf den Pole-Fahrer Stewart qualifizierte er sich für Startplatz fünf. Nach Ablauf der ersten Rennrunde lag er auf Platz drei und bildete mit Stewart und Denis Hulme (McLaren) das Führungstrio, das einige Runden später um Jackie Ickx (Ferrari) erweitert wurde. Nachdem an Stewarts Tyrrell technische Probleme aufgetreten waren, übernahm Cevert in der 14. Runde die Führung, die er bis zum Ende des Rennens behielt. Im Laufe der Veranstaltung setzte er sich immer weiter von den Verfolgern ab; zum Schluss betrug sein Vorsprung auf den zweitplatzierten Jo Siffert (B.R.M.) mehr als 40 Sekunden. Ceverts Erfolg war der erste Sieg eines Franzosen bei einem Formel-1-Weltmeisterschaftslauf, seit Maurice Trintignant den Großen Preis von Monaco 1958 gewonnen hatte.

### 1972
1972 konnte Cevert konnte nicht an die Ergebnisse des Vorjahres anknüpfen. Im 002 erzielte er nur einen zweiten und einen vierten Platz. Cevert verunglückte im Laufe des Jahres mehrfach; dadurch wurde das Chassis wiederholt stark beschädigt. In Großbritannien kam er während des Rennens durch einen Fahrfehler von der Piste ab. Dabei riss das linke Vorderrad ab. Vier Runden später rammte Tim Schenken (Surtees) den am Rand abgestellten 002 und riss dabei sämtliche Aufhängungsteile ab. Beim Großen Preis von Deutschland verunglückte Cevert mit dem zwischenzeitlich reparierten 002 erneut, diesmal durch eine Kollision mit Arturo Merzarios Ferrari. Cevert ließ den 002 für die weiteren Rennen nochmals reparieren, da der mit dem als Ersatzwagen vorgesehenen 004 nicht zurechtkam. Das letzte Rennen des 002 war der Große Preis von Italien, bei dem Cevert ausfiel. Im Herbst 1972 übernahm er den neu konstruierten Tyrrell 006, der nur noch geringe Ähnlichkeiten mit dem 001 und dem 002 hatte. Weitere Einsätze des 002 gab es nicht. Das Auto wurde nicht an Privatfahrer verkauft.

## Resultate
| Fahrer               | 1   | 2   | 3   | 4   | 5 | 6   | 7   | 8   | 9 | 10  | 11 | 12 | Punkte | Rang |
| -------------------- | --- | --- | --- | --- | - | --- | --- | --- | - | --- | -- | -- | ------ | ---- |
| Formel-1-Saison 1971 |     |     |     |     |   |     |     |     |   |     |    |    | 26     | 1    |
| F. Cevert            | DNF | DNF | 7   | DNF | 2 | DNF | 2   | DNF | 3 | 6   | 1  |    | 26     | 1    |
| Formel-1-Saison 1972 |     |     |     |     |   |     |     |     |   |     |    |    | 15     | 2    |
| F. Cevert            | DNF | 7   | DNF | NC  | 2 | 4   | DNF | 10  | 9 | DNF |    |    | 15     | 2    |

| Legende  | Legende            | Legende                                                          |
| Farbe    | Abkürzung          | Bedeutung                                                        |
| -------- | ------------------ | ---------------------------------------------------------------- |
| Gold     | –                  | Sieg                                                             |
| Silber   | –                  | 2. Platz                                                         |
| Bronze   | –                  | 3. Platz                                                         |
| Grün     | –                  | Platzierung in den Punkten                                       |
| Blau     | –                  | Klassifiziert außerhalb der Punkteränge                          |
| Violett  | DNF                | Rennen nicht beendet (did not finish)                            |
| Violett  | NC                 | nicht klassifiziert (not classified)                             |
| Rot      | DNQ                | nicht qualifiziert (did not qualify)                             |
| Rot      | DNPQ               | in Vorqualifikation gescheitert (did not pre-qualify)            |
| Schwarz  | DSQ                | disqualifiziert (disqualified)                                   |
| Weiß     | DNS                | nicht am Start (did not start)                                   |
| Weiß     | WD                 | zurückgezogen (withdrawn)                                        |
| Hellblau | PO                 | nur am Training teilgenommen (practiced only)                    |
| Hellblau | TD                 | Freitags-Testfahrer (test driver)                                |
| ohne     | DNP                | nicht am Training teilgenommen (did not practice)                |
| ohne     | INJ                | verletzt oder krank (injured)                                    |
| ohne     | EX                 | ausgeschlossen (excluded)                                        |
| ohne     | DNA                | nicht erschienen (did not arrive)                                |
| ohne     | C                  | Rennen abgesagt (cancelled)                                      |
| ohne     | keine WM-Teilnahme |                                                                  |
| sonstige | P/fett             | Pole-Position                                                    |
| sonstige | 1/2/3/4/5/6/7/8    | Punktplatzierung im Sprint-/Qualifikationsrennen                 |
| sonstige | SR/kursiv          | Schnellste Rennrunde                                             |
| sonstige | *                  | nicht im Ziel, aufgrund der zurückgelegten Distanz aber gewertet |
| sonstige | ()                 | Streichresultate                                                 |
| sonstige | unterstrichen      | Führender in der Gesamtwertung                                   |